# Hjalmar Hammarskjöld
Knut Hjalmar Leonard Hammarskjöld, född 4 februari 1862 i Tuna församling, Kalmar län, död 12 oktober 1953 i Engelbrekts församling, Stockholm, var en svensk ämbetsman, politiker och professor i historia och juridik.
Han var Sveriges statsminister 1914–1917, statsråd samt riksdagsledamot 1923–1938 i första kammaren. Han invaldes den 23 maj 1918 i Svenska Akademien på stol nummer 17, och var chefsförhandlare för Sverige vid unionskrisen 1905.
Han var far till FN:s tidigare generalsekreterare Dag Hammarskjöld och sönerna Bo, Åke och Sten. 

## Biografi

### Föräldrar
Hjalmar Hammarskjöld var äldste son till löjtnanten och godsägaren Knut Hammarskjöld och Maria, född Cöster, samt dotterson till kaptenen Fredrik Bernard Cöster och Ebba Eleonora Iserhjelm. Hans yngre bror Carl Gustaf Hammarskjöld skulle sedermera bli Sveriges försvarsminister.

### Utbildning
Hammarskjöld tog mogenhetsexamen i Uppsala den 21 maj 1878. Han blev student vid universitetet där på hösten samma år. Han avlade en filosofie kandidatexamen den 25 maj 1880, samt avlade juristexamen den 25 oktober 1884. Den 31 oktober samma år som han tog examen fick han en tjänst som extra ordinarie notarie i Svea hovrätt. Han blev sedan sekreterare hos kommittén för utarbetande av förslag till lagar angående solidariska bolag och aktiebolag, med mera den 29 september 1886, docent i allmän och speciell privaträtt vid Uppsala universitet den 6 oktober 1886, domareförordnande 1887 inom Västmanlands norra domsaga och 1888 inom Uppsala läns mellersta domstol samt vice häradshövding den 1 oktober 1888.

### Folkrättslärd och ämbetsman
Hammarskjöld var en mångsidig jurist och framstående både som vetenskapsman och lagskrivare. Den 13 november 1891 blev han extra ordinarie professor i speciell privaträtt vid Uppsala universitet och hade därigenom stort inflytande på svensk och nordisk civilrätt. Han blev ledamot i nya lagberedningen den 14 april 1893 och i lagbyrån den 1 januari 1895, konstituerande revisionssekreterare den 11 oktober 1895 och tillförordnad byråchef för lagärenden samma datum, revisionssekreterare den 13 november 1896. Samtidigt grundlade han sitt rykte som folkrättsexpert genom flitigt deltagande i internationella möten och blev den 2 december 1904 medlem av permanenta skiljedomstolen i Haag. Hammarskjöld var även ordförande i permanenta förlikningskommissionerna Kina-Förenta staterna, Schweiz-Tyskland, Belgien-Spanien, Frankrike-Spanien, Schweiz-Portugal samt ordförande i obligatoriska rättskommittén 1902 och 1910–1914, ordförande i den så kallade Casablancaaffären 1909 samt Carthage-, Manouba-, och Tavignaoaffären 1913 samt ledamot av skiljedomstolen angående Grisbådarna 1908.
Som Sveriges justitieminister åren 1901–1902 i von Otters ämbetsmannaregering gjorde han ett ambitiöst men misslyckat försök att lösa frågan om den politiska rösträtten och utnämndes vid sin avgång till president i Göta hovrätt den 10 juli 1902 och fram till 1906. I samband med unionsupplösningen 1905 blev han den 2 augusti ecklesiastikminister i Lundebergs samlingsregering och underhandlare i Karlstad. Han utnämndes den 17 november 1905 till svenskt sändebud (envoyé) i Köpenhamn, och generalkonsul där den 28 september 1906. Den 11 oktober 1907 återvände han till Uppsala som landshövding och ståthållare på Uppsala slott, men var ofta tjänstledig för olika uppdrag. Han var ledamot av styrelsen för Ultuna lantbruksinstitut den 15 november 1907–1931, av styrelsen för rasbiologiska institutet 1921–1925, av styrelsen för Sveriges allmänna lantbrukssällskap 1924–1926,

### Ämbetstiden som Sveriges statsminister, 1914–1917
Efter bondetåget och den liberala regeringens avgång blev han den 17 februari 1914 chef för en icke-parlamentarisk ministär med uppgift att lösa försvarsfrågan. Hammarskjöld var fram till den 15 augusti även krigsminister. Hans "borggårdsregering" var partipolitiskt obunden, men kungalojal och konservativt präglad. Den tillkom närmast på initiativ av Arvid Lindman, andrakammarhögerns ledare, som ville undgå att kungen skulle tillsätta en kampministär under förstakammarhögerns ledare Ernst Trygger.
Vid första världskrigets utbrott samma år inträdde borgfred mellan partierna och försvarsfrågan löstes i linje med militärens önskningar. Hammarskjöld var principfast och inte särskilt smidig i sina tolkningar av folkrätten mitt under brinnande krig. Under kriget utvecklades en stor brist på mat och förnödenheter, vilket orsakade demonstrationer och upplopp, och många skyllde på Hammarskjöld och hans regering och gav honom smeknamnet "Hungerskjöld". Han uppfattades som tyskvänlig när han förkastade det förslag till allmänt handelsavtal med britterna som Marcus Wallenberg, bror till utrikesminister Knut Wallenberg, hemfört från London 1917. Sprickan mellan stats- och utrikesministern blev uppenbar och högerledarna i riksdagen drog undan sitt stöd för statsministern som tvingades lämna in sin avskedsansökan.

### Inom riksdags- och samhällslivet

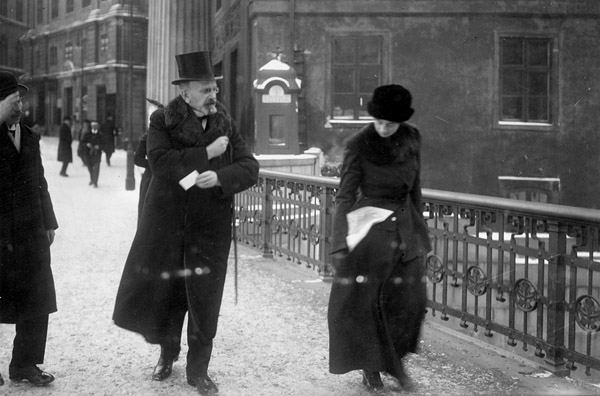
Statsminister Hammarskjöld på väg från regeringsbyggnaden till riksdagen i Stockholm 1917.

Hammarskjöld var en dominant natur och uppfattades av sina motståndare som auktoritär och självrådig, men påståendena om hans tyskvänlighet saknar stöd i källorna. Han hade många prestigefulla uppdrag, bland annat som ordförande i Nobelstiftelsen 1929–47 och riksdagsman (icke partiansluten konservativ). Han invaldes 1918 i Svenska Akademien på samma stol som statsminister Louis De Geer d.ä. innehaft, nr 17. Sonen Dag erhöll omedelbart efter faderns död samma stol i akademien. Då Dag upptogs i akademin höll han ett berömt tal om sin företrädare på denna stol. Det är enda gången som en son efterträtt sin far i akademin.
Hammarskjölds utredningsarbeten lades till grund för beslutet om inrättandet av Regeringsrätten. Hammarskjöld invaldes även som ledamot av Kungliga Vetenskapsakademien 1913. Han var ordförande i kommissionen för Svensk-Tyska handelstraktaten 1910–1911, ledamot i Inst. de droit internat., preses där 1927–1928 och preses för International Law Association 1924–1926.

## Familj
Hammarskjöld gifte sig 3 september 1890 med Agnes Almquist (1866–1940), dotter till generaldirektör Gustaf Fridolf Almquist (1814–1886) och Maria Almquist, född Grandin. Barn: juris kandidat Bo Hammarskjöld, Åke Hammarskjöld, Sten Hammarskjöld (1900–1972) och Dag Hammarskjöld. Han är begravd i familjegraven på Uppsala gamla kyrkogård. Sonen Dag, då FN:s generalsekreterare, övertog faderns stol i akademin vid hans död, och är sedan sin död 1961 begravd i samma familjegrav, vars sten bär Hjalmars namn.

## Utmärkelser

### Svenska utmärkelser
- Riddare och kommendör av Kungl. Maj:ts orden (Serafimerorden), 6 juni 1916.[8]
- Konung Gustaf V:s jubileumsminnestecken, 1928.[9]
- Kommendör med stora korset av Nordstjärneorden, 6 november 1905.[10]
- Kommendör av första klassen av Nordstjärneorden, 16 juni 1902.[11]
- Riddare av Nordstjärneorden, 15 maj 1895.[12]
- Kommendör med stora korset av Vasaorden, 6 juni 1911.[13]
- Hedersledamot av Vetenskapssocieteten i Uppsala, 1908.
- Ledamot av Lantbruksakademien, 1915 (hedersledamot 1918).
- Ledamot av Krigsvetenskapsakademien, 1917.
- Hedersledamot av Örlogsmannasällskapet, 1914 .
- Ledamot av Humanistiska vetenskapssamfundet i Uppsala 1914.[14]
- Juris hedersdoktor i Uppsala 6 september 1893 samt filosofie hedersdoktor där 1927.

### Utländska utmärkelser
- Storkorset av Brasilianska Södra korsets orden, tidigast 1935 och senast 1940.[15][16]
- Storkorset av Danska Dannebrogorden, 12 november 1907.[12][17][18]
- Storkorset av Franska Hederslegionen, 1914.[12][19][20]
- Riddare av första klassen av Preussiska Röda örns orden, 1911.[12][19][20]
- Storkorset av Norska Sankt Olavs orden, 22 september 1916.[12][20][21]
- Kommendör av första klassen av Norska Sankt Olavs orden, 21 januari 1905.[12][17][18]
- Storofficer av Belgiska Leopoldsorden, 1905.[12][17]